# Pamięć absolutna (film 2012)
Pamięć absolutna (ang. Total Recall) – kanadyjsko-amerykański thriller z gatunku science fiction z 2012 roku, oparty na scenariuszu Marka Bombacka, Jamesa Vanderbilta oraz Kurta Wimmera i reżyserii Lena Wisemana. Jest to remake filmu Pamięć absolutna z 1990 roku, według opowiadania Philipa K. Dicka Przypomnimy to panu hurtowo.
Premiera filmu odbyła się 3 sierpnia 2012 roku w Stanach Zjednoczonych i w Kanadzie. W Polsce premiera filmu miała miejsce 31 sierpnia 2012 roku.

## Fabuła
Douglas Quaid (Colin Farrell) ma żonę (Kate Beckinsale), którą kocha i pracę, na którą nie narzeka. Ale nie jest zadowolony z życia. Dlatego decyduje się na wizytę w firmie Rekall, zamieniającej sny i marzenia we wspomnienia. A on chciałby być superszpiegiem, uczestniczącym w mrożących krew w żyłach akcjach... Jednak zabieg zostaje niespodziewanie przerwany. Do akcji wkracza policja kontrolowana przez kanclerza Cohaagena (Bryan Cranston), lidera wolnego świata, która chce zabić Quaida. Bohater sprzymierza się z członkami podziemnego ruchu oporu w walce przeciw kanclerzowi. Rzeczywistość coraz bardziej miesza mu się z fikcją. Nie wie, kim jest. Za wszelką cenę próbuje odzyskać swoją prawdziwą tożsamość.

## Obsada
- Colin Farrell jako Douglas „Doug” Quaid / Hauser
- Jessica Biel jako Melina
- Kate Beckinsale jako Lori
- Bill Nighy jako Matthias[3]
- Bryan Cranston jako Vilos Cohaagen
- John Cho jako McClane
- Bokeem Woodbine jako Harry
- Steve Byers jako Henry Reed
- Dylan Smith jako Hammond